# نمایه‌سازی همارا
نمایه‌سازی همآرا روش ویژه در نمایه‌سازی مدارک است که در آن، به هنگام بازیابی در مراحل بعد، از ترکیب یا در واقع از همارایی اصطلاحات از پیش تخصیص یافته‌استفاده می‌شود و عمدتاً بر مبنای نظریه مجموعه‌ها و منطق بول به وجود آمده‌است.

## تاریخچه
افزایش سریع حجم اطلاعات به ویژه پس از جنگ جهانی دوم موجب پیدایش یک روش جدید نمایه سازی بنام نمایه سازی همارا شد. در سال ۱۹۵۲ شخصی بنام دکتر مورتیمر تاب (Mortimer Taube) که تصدی مقامی را در مرکز اسناد وزارت دفاع آمریکا بر عهده داشت، روش نمایه سازی همارا را برای بررسی گزارش‌های نظامی و مدارک دیگر ابداع کرد.
تاب دریافت که اگر دگرگونی جدیدی در تجزیه و تحلیل مدارک ایجاد کند به بعد تازه‌ای دست می‌یابد و آن، جایگزین کردن مفهوم حقیقی هر مدرک در جای قالب موضوعی است که بر مفهوم حقیقی مدرک تحمیل شده‌است. وی در سیستم خود از تکواژه‌ها یا واژه‌هایی که بیانگر یک مفهوم بودند، استفاده کرد.
فرض بر این است که محتوای مدارک را می‌توان در قالب چند مفهوم اصلی ریخت و مفاهیم بدست آمده را به کمک تکواژه‌ها بیان کرد. مدارک رسیده به جای آنکه بر پایه یک فهرست از پیش ساخته و مرکب از سرعنوان‌های موضوعی تجزیه و تحلیل شوند یا مفاهیم واقعی مدارک در قالب داده‌های موضوعی از پیش ساخته بیان شود، بر اساس شناخت نمایه‌ساز یا متخصص موضوعی دیگری که مفاهیم مدارک را تجزیه و تحلیل می‌کند، استوار می‌شود. از این روی نیاز به فهرست‌های از پیش ساخته نیست، بلکه قالب‌های مفاهیم به تدریج ساخته می‌شوند و زمینه‌ای قرار می‌گیرند برای انتخاب و وضع اصطلاحات دیگر.
مطابق این سیستم مدارکی که باید نمایه شود، اول به ترتیب خاصی شماره‌گذاری می‌شود و آنگاه مورد بررسی قرار می‌گیرد و موضوع آن به‌طور متوسط با حدود ۷ تا ۱۵ تکواژه توصیف می‌شود. سپس زیر هر تکواژه شماره ثبت مدرک قید می‌گردد. کسی که بخواهد موضوعی چند واژه‌ای را جستجو نماید باید تمام تکواژه‌های مربوط به موضوعش را پیدا کند و شماره‌های ثبت مدارک را باهم منطبق نماید. مدارکی که شماره آن‌ها زیر تمام تکواژه‌ها ثبت شده باشد، مدارک مربوط به موضوع مورد نظر جوینده می‌باشند؛ بنابراین مرحله انطباق یا همارایی تکواژه‌ها در مرحله جستجو صورت می‌گیرد. وجه تسمیه این روش نمایه‌سازی هم ظاهراً در همین خاصیت همارایی است.

## پس‌همارا و پیش همارا
نمایه سازی پس همارا شیوه‌ای از نمایه سازی برای منابع و مدارک کتابخانه‌ای است که در آن نمایه ساز سرشناسه‌ها را از مفاهیم بسیار ساده انتخاب می‌کند و تعدادی شناسه نیز زیر هر یک اضافه می‌نماید و نیز تدابیری برای پیوستن آن‌ها با یکدیگر به دست می‌دهد تا به وسیله آن‌ها جوینده بتواند موضوع مرکب مورد نظر خود را بیابد. پیکابو و نمایه‌سازی تک‌واژه‌ای از این نوع است.
نمایه سازی پیش همارا نظامی است که در آن واژه‌ها در زمان نمایه سازی مدرک با هم ترکیب می‌شوند و این ترکیب در سر عنوان‌ها نشان داده می‌شود. این شیوه در نظام نمایه‌سازی پرسی به کار برده شده‌است و در کتابشناسی ملی انگلیس از آن استفاده می‌کنند.